# Фиатира
Фиа́тира, Фиатиры, Фиатир (др.-греч. Θυάτειρα) — античный город на западе Малой Азии, сегодня его руины расположены на территории турецкого города Акхисар. В древности был одним из важнейших городов исторической области Лидия.
Дважды упомянут в Новом Завете, в частности раннехристианская церковь Фиатиры фигурирует в Откровении Иоанна Богослова как одна из семи церквей Апокалипсиса.

## История
Археологические раскопки показывают, что поселение на этом месте было ещё в III тысячелетии до н. э. Фиатира располагалась севернее Сард и в 60 километрах восточнее Пергама на территории Лидии вблизи с границей с Мисией.
По информации Стефана Византийского, имя городу было дано Селевком I Никатором, но более вероятно, что оно более древнего лидийского происхождения. При Селевкидах здесь была основана колония, город был перестроен и заселён солдатами. Затем Фиатира принадлежала Пергамскому царству, в 133 г. до н. э. была передана Атталом III вместе со всем царством Римской республике. В римский период большие работы в городе проведены при Веспасиане. Фиатира посещалась императорами Адрианом (123 г.) и Каракаллой (215 г.). В 366 году при Фиатире состоялась битва между армиями императора Валента II и узурпатора Прокопия, закончившаяся разгромом узурпатора.
После падения Римской империи в 395 году Фиатира находилась под властью Византии. В XII веке начался приток племён турок-османов в Малую Азию, и Фиатира в течение двух столетий переходила от османов к Византии и обратно. В XIV веке Фиатира становится частью Османской империи после чего была переименована в Акхисар (турец. «Белый замок»).
Фиатира располагалась на перекрёстке важных дорог, что способствовало её превращению в важный торговый и ремесленный центр. Особое значение для города имело производство шерсти, тканей и пурпура. То, что в Фиатире производили пурпур, засвидетельствовано эпиграфически. Ткани пурпурного цвета окрашивали в Фиатире не с помощью пурпурных моллюсков, как в Тире, а с помощью корня марены красильной. Данное производство существовало в этом регионе до второй половины XIX века, когда было вытеснено анилиновыми красителями. Авраам Норов, побывавший в Фиатире в 30-х годах XIX века, пишет, что красильное производство до сих пор составляет главное занятие жителей Акхисара, причём большая часть продукции идёт в Россию.
В Фиатире, как и в других городах Малой Азии, существовала древняя христианская церковь; по свидетельству Епифания, в начале III века почти вся Фиатира была христианской. Церковь Фиатиры относится к одной из Семи церквей Апокалипсиса. Среди древних христианских епископов Фиатиры известны по именам Сер (325 г.), Фуск (431 г., принимал участие в Эфесском соборе), Диамоний (458 г.), Василий (878 г.). Епархия Фиатиры была суффраганной по отношению к епархии Сард. После завоевания Фиатиры турками в 1313 году епархия была ликвидирована.
В начале XX века население Акхисара составляло 22 тысячи человек, из которых 14 тысяч были мусульманами, 7 тысяч — православными греками, 1 тысяча — армянами и евреями. В результате греко-турецкого обмена населением греческое население покинуло город, который стал с этого времени гомогенно турецким.

## В Новом Завете
Фиатира дважды упомянута в Новом Завете.

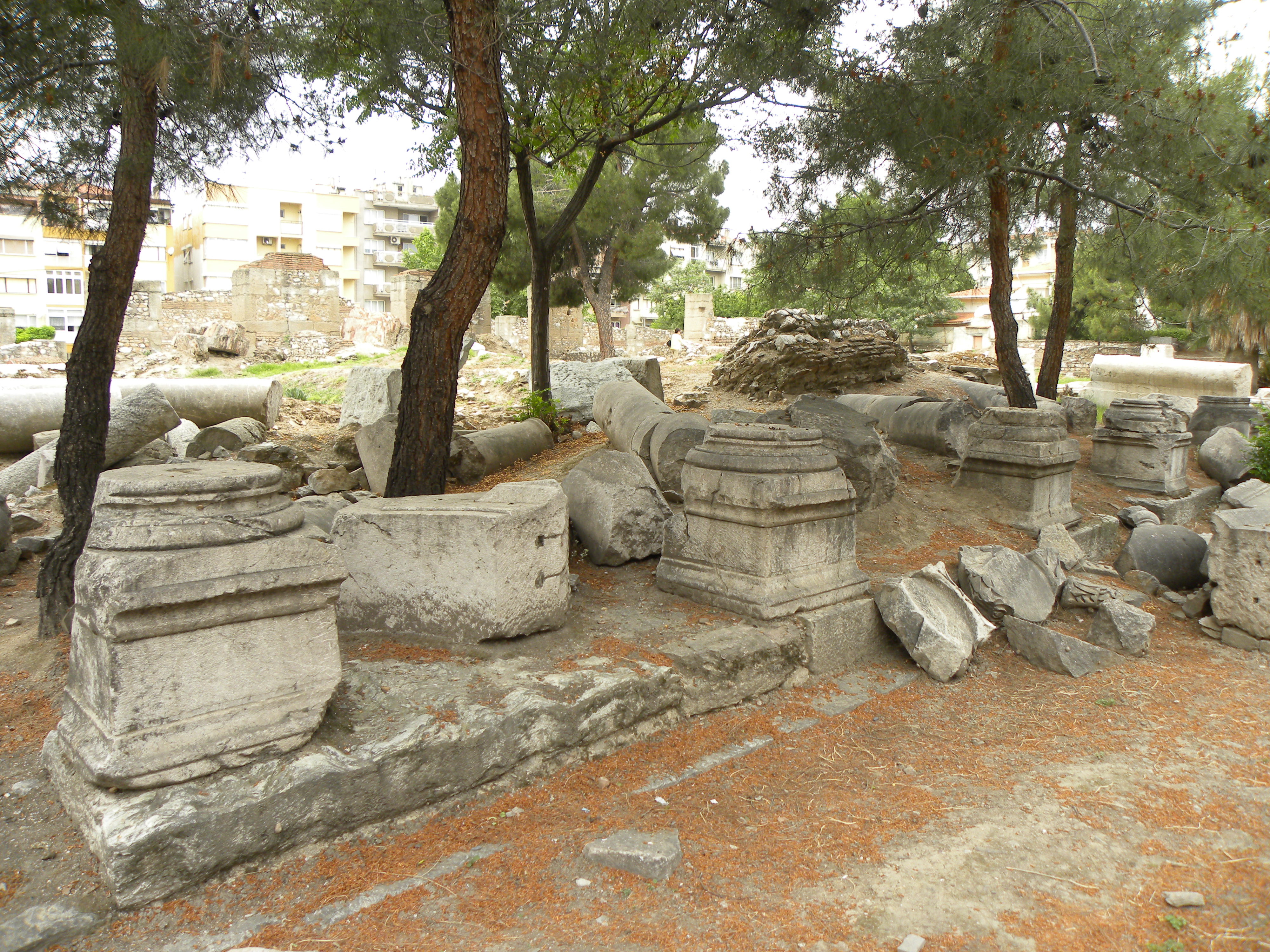
Портик

### Лидия из Фиатир
В Деяниях апостолов говорится, что в ходе своего второго миссионерского путешествия апостол Павел вместе со своим спутником Силой отплыл из Троады на корабле и прибыл в Македонию, впервые вступив на землю Европы. Город Филиппы стал, таким образом, первым европейским городом, где было проповедано христианство, а женщина родом из Фиатиры по имени Лидия — первым обратившимся в христианство европейцем.
Итак, отправившись из Троады, мы прямо прибыли в Самофракию, а на другой день в Неаполь, оттуда же в Филиппы: это первый город в той части Македонии, колония. В этом городе мы пробыли несколько дней. В день же субботний мы вышли за город к реке, где, по обыкновению, был молитвенный дом, и, сев, разговаривали с собравшимися [там] женщинами. И одна женщина из города Фиатир, именем Лидия, торговавшая багряницею, чтущая Бога, слушала; и Господь отверз сердце её внимать тому, что говорил Павел. Когда же крестилась она и домашние её, то просила нас, говоря: если вы признали меня верною Господу, то войдите в дом мой и живите [у] [меня]. И убедила нас.(Деян. 16:11—15).

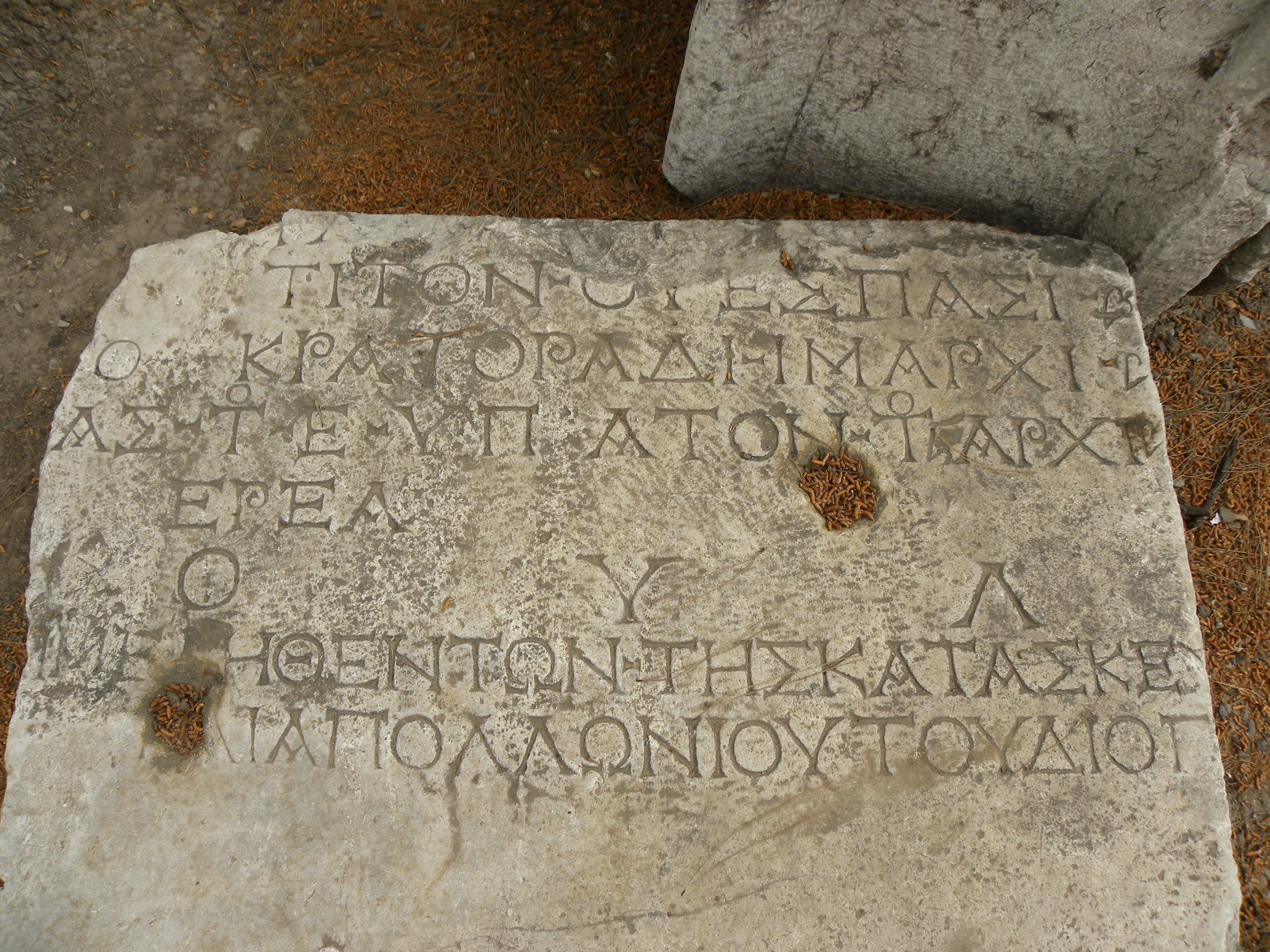
Каменная плита с надписью на греческом

Переехав из Фиатиры в Филиппы, Лидия продолжала заниматься обычным и традиционным для её родных мест делом — торговлей пурпуром (в Синодальном переводе — «багряница»).
Деяния сообщают, что перед тем, как отплыть в Македонию, Павел и Сила посетили Мизию (Мисию) (Деян. 16:8). Поскольку Фиатира стояла на границе Лидии и Мисии, не исключено, что апостол Павел побывал в Фиатире, но это остаётся лишь предположением, поскольку Деяния не приводят список посещённых в Мисии городов.

### Семь церквей Апокалипсиса
Фиатира — один из семи малоазийских городов, к христианским церквам которых обращается автор Откровения Иоанна Богослова (Апокалипсиса) во второй главе книги. В характерной для Откровения образной манере автор обращается к «ангелам» семи церквей с похвалами и порицаниями. К Фиатирской церкви обращено самое длинное обращение, где автор хвалит «дела, любовь, служение, веру и терпение», но порицает Фиатирскую церковь за равнодушие ко лжеучению некоей «жены Иезавели»:
И Ангелу Фиатирской церкви напиши: так говорит Сын Божий, у Которого очи, как пламень огненный, и ноги подобны халколивану: знаю твои дела и любовь, и служение, и веру, и терпение твое, и то, что последние дела твои больше первых. Но имею немного против тебя, потому что ты попускаешь жене Иезавели, называющей себя пророчицею, учить и вводить в заблуждение рабов Моих, любодействовать и есть идоложертвенное. Я дал ей время покаяться в любодеянии её, но она не покаялась. Вот, Я повергаю её на одр и любодействующих с нею в великую скорбь, если не покаются в делах своих. И детей её поражу смертью, и уразумеют все церкви, что Я есмь испытующий сердца и внутренности; и воздам каждому из вас по делам вашим. Вам же и прочим, находящимся в Фиатире, которые не держат сего учения и которые не знают так называемых глубин сатанинских, сказываю, что не наложу на вас иного бремени; только то, что имеете, держите, пока приду.(Откр. 2:18—25).

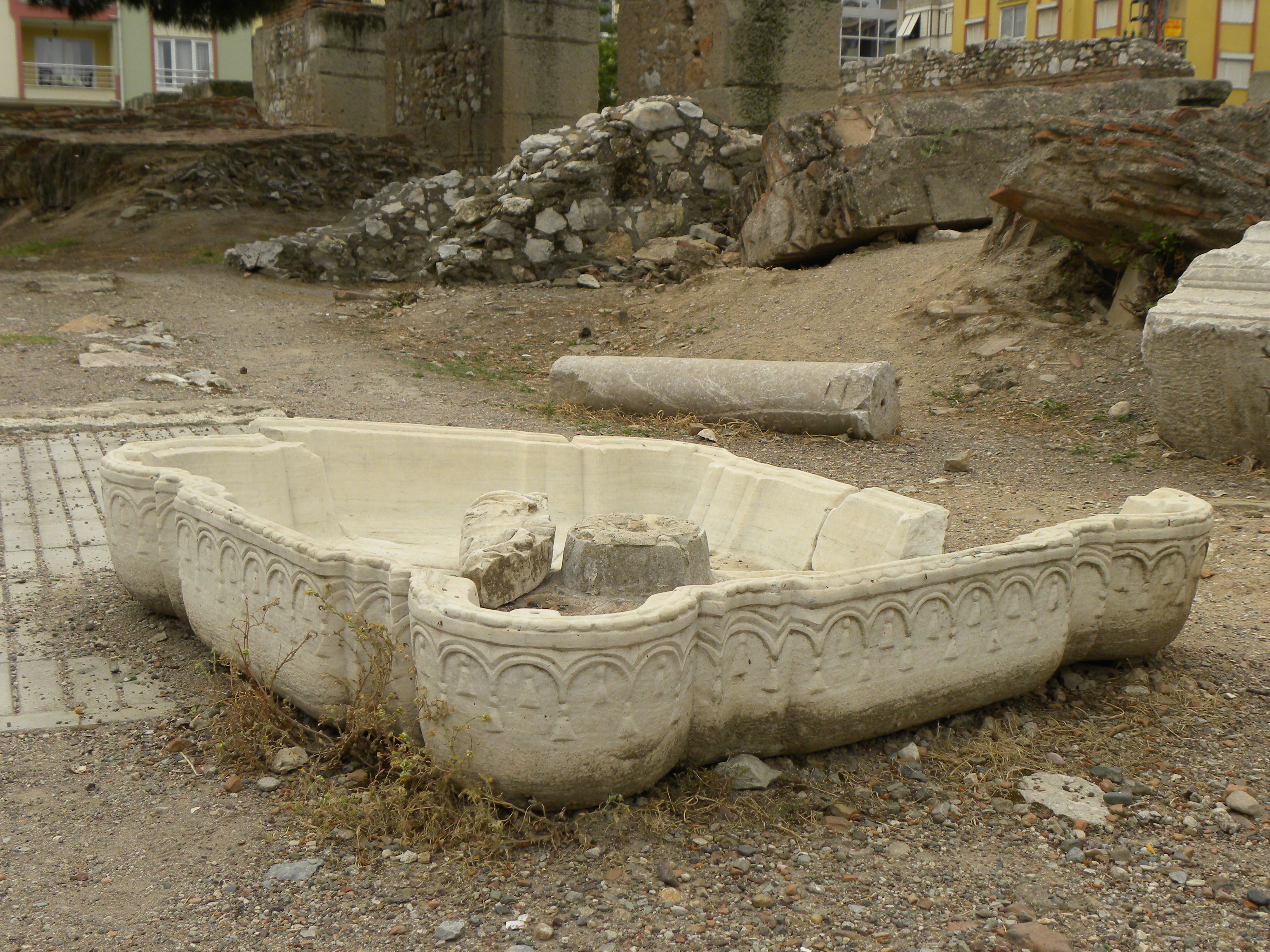
Фонтан

Вне города Фиатира находилось языческое капище, посвящённое Сивилле Самбафе, возможно, именно это капище имеется в виду в Откровении под «Иезавелью». Под «глубинами сатанинскими», вероятно, имеются в виду гностические учения.

## Современное состояние
Археологические раскопки затруднены в связи с тем, что большая часть руин Фиатиры скрыта под современными жилыми районами Акхисара. Тем не менее, археологические работы, проводившиеся с 1960-х годов, частично открыли руины древней Фиатиры, которые сегодня являются туристическим объектом. Акрополь города расположен на холме. Христианская церковь, построенная на фундаменте языческого храма, в XV веке была превращена в мечеть.

## Фиатирские епархии
Поскольку епархия Фиатиры была одной из древнейших и важнейших епархий ранней христианской Церкви, даже после ликвидации турками христианской епархии собственно в Фиатире, наименование «Фиатирская» остаётся в названии двух христианских епархий — православной и католической, несмотря на то, что обе они к современному турецкому Акхисару не имеют никакого отношения.

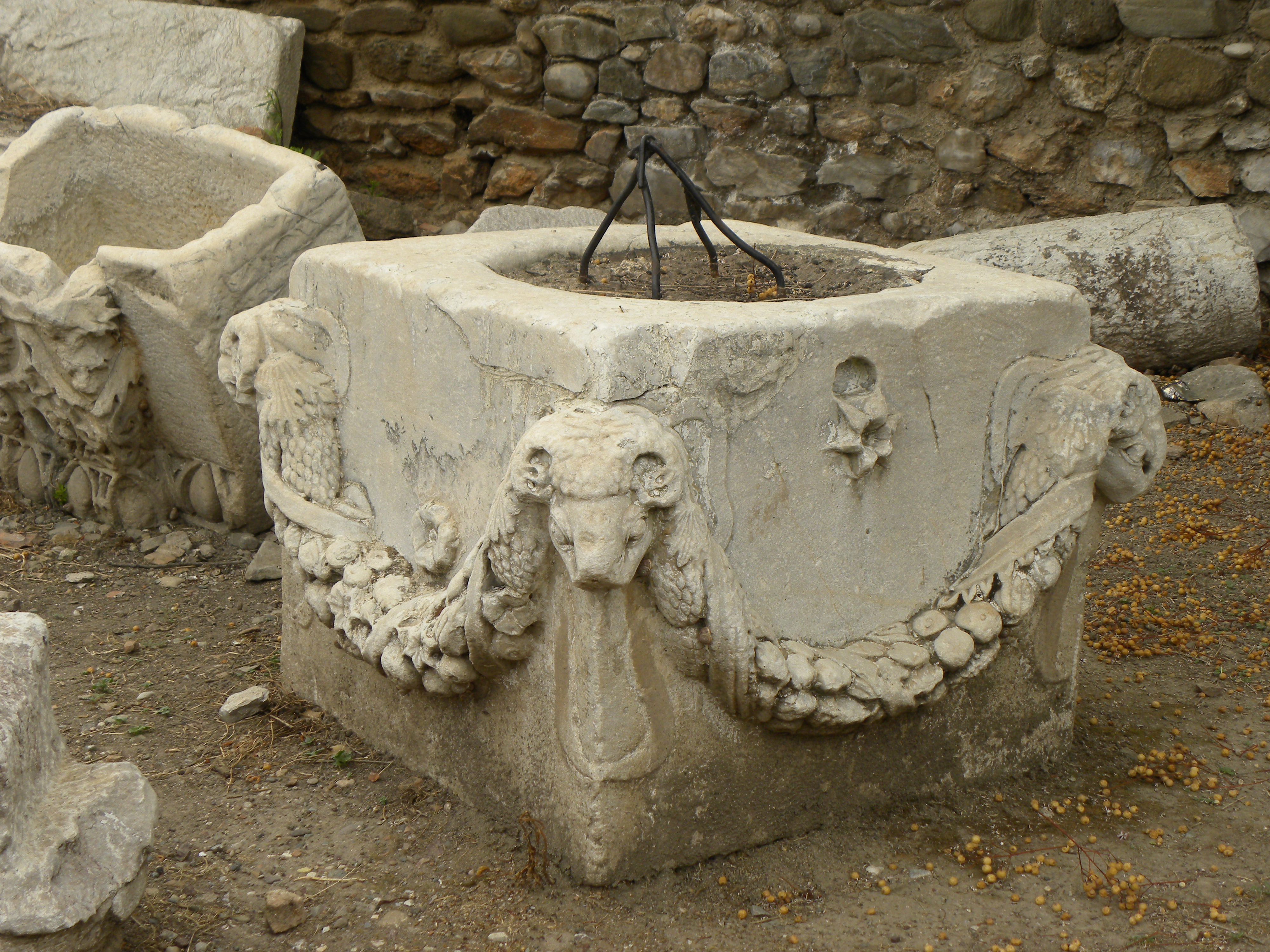
Основание колонны (?)

Православная Фиатирская архиепископия — архиепархия Константинопольского патриархата с центром в Лондоне. Она включает в себя Великобританию, Ирландию и Мальту. Кроме того, Фиатирский архиепископ является экзархом Западной Европы.
Католическая титулярная епархия Фиатиры в настоящее время вакантна. Последним по времени титулярным епископом Фиатиры был украинский грекокатолический епископ Мирон Дацюк в период, когда он служил викарным епископом Виннипега (1982—1991).